# 뉴스위크
《뉴스위크》(Newsweek)는 뉴욕에 본사를 둔 미국의 주간 뉴스 잡지이다. 1933년 주간 인쇄 잡지로 창간되어 20세기 동안 널리 배포되었으며 많은 저명한 편집장을 배출했다. 현재는 사장 겸 최고경영자(CEO)인 데브 프래가드와 이사회 구성원인 조나단 데이비스가 공동 소유하고 있으며, 각자 회사 지분 50%를 보유하고 있다.
2010년 8월, 수익 감소로 인해 워싱턴 포스트 컴퍼니는 뉴스위크를 음향 개척자 시드니 하먼에게 1달러와 잡지의 부채를 인수하는 조건으로 매각했다. 그 해 말, 뉴스위크는 뉴스 및 의견 웹사이트인 더 데일리 비스트와 합병하여 더 뉴스위크 데일리 비스트 컴퍼니를 설립했고, 이후 뉴스비스트로 불렸다. 뉴스위크는 하먼의 유산과 IAC가 공동 소유했다. 뉴스위크는 계속해서 재정난을 겪었고, 2012년 말에는 인쇄판 발행을 중단하게 되었다.
2013년, 인터내셔널 비즈니스 타임스의 소유주인 IBT 미디어는 IAC로부터 뉴스위크를 인수했다. 이 인수에는 뉴스위크 브랜드와 온라인 출판물이 포함되었지만, 더 데일리 비스트는 포함되지 않았다. IBT 미디어는 뉴스위크 미디어 그룹으로 이름을 바꾸고 2014년에 뉴스위크를 인쇄 및 디지털 형태로 재출시했다. 2018년에는 회사가 뉴스위크 퍼블리싱과 IBT 미디어로 분할되었다. 이 분할은 맨해튼 지방검찰청이 IBT 미디어의 공동 소유주인 에티엔 우작을 사기 혐의로 기소하기 하루 전에 이루어졌다.

## 역사

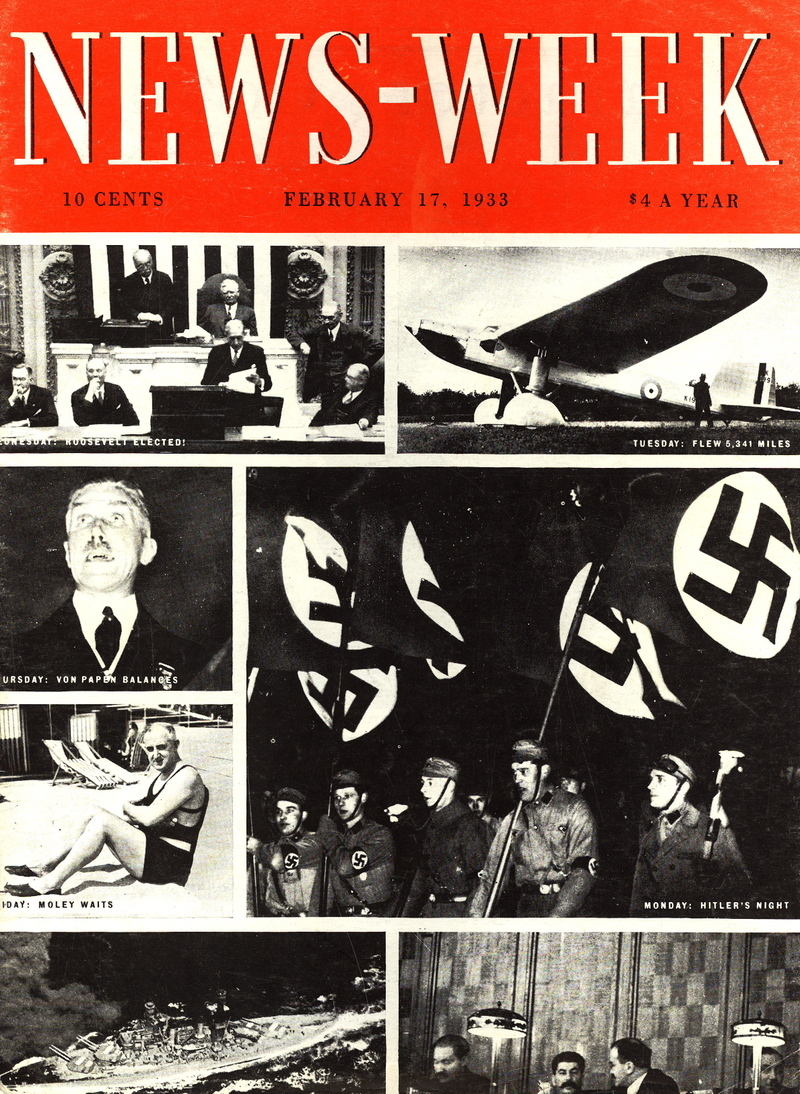
1933년 2월 17일 뉴스-위크 창간호 표지

### 창간 및 초기 (1933–1961)

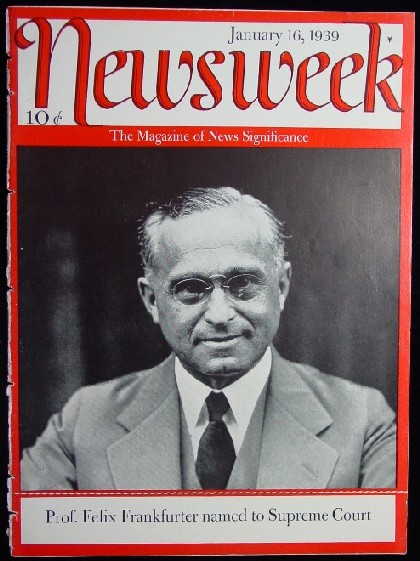
1939년 1월 16일자 표지, 펠릭스 프랑크푸르터 특집

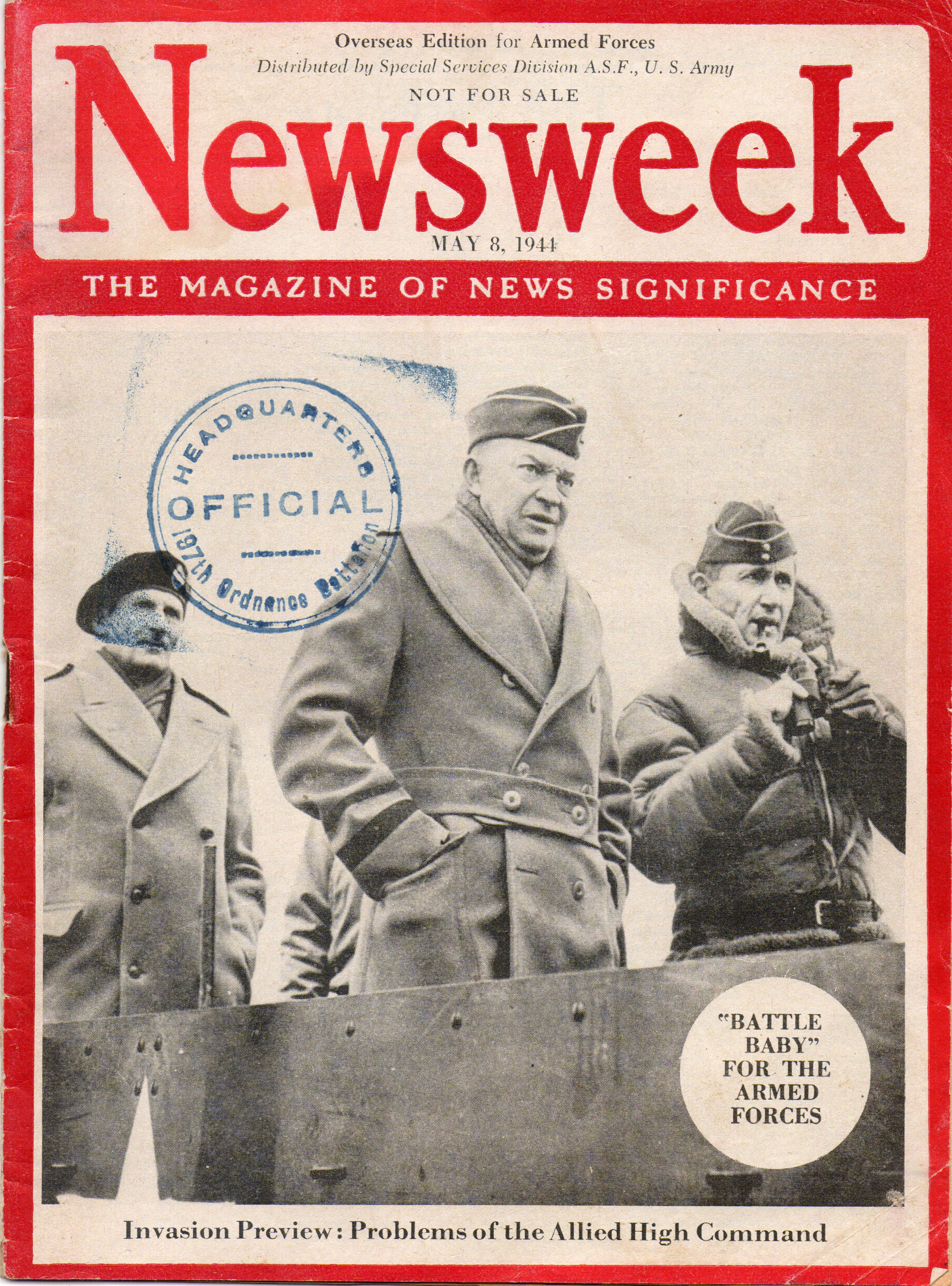
1944년 5월 8일자 "해외 주둔군판" 표지

뉴스-위크는 1933년 타임의 전 국제 뉴스 편집자였던 토마스 J. C. 마틴이 창간했다. 그는 "체니 실크 가문의 워드 체니, 존 헤이 휘트니, 그리고 앤드루 W. 멜론의 아들인 폴 멜론을 포함한" 미국 주주 그룹으로부터 재정적 지원을 받았다.(p. 259) 폴 멜론의 뉴스-위크 소유는 "멜론 가문이 전국적인 규모로 언론 활동을 시도한 첫 번째 사례"였다.(p. 260) 초기 소유자 그룹은 약 US$2.5 만 달러(현재 가치로 $49.98 만 달러)를 투자했다. 1946년 이전의 다른 대주주로는 공공사업 투자 은행가 스탠리 차일즈와 월스트리트 기업 변호사 윌턴 로이드-스미스가 있었다.
저널리스트 새뮤얼 T. 윌리엄슨이 뉴스-위크의 초대 편집장으로 재직했다. 잡지의 첫 발행일은 1933년 2월 17일이었다. 첫 호의 표지에는 그 주의 뉴스 사진 7장이 실렸다. 1937년, 뉴스-위크는 미래의 뉴욕 주지사이자 외교관인 W. 애버렐 해리먼과 저명한 애스터 가문의 빈센트 애스터가 1932년에 설립한 주간지 투데이와 합병했다. 이 거래의 결과로 해리먼과 애스터는 60만 달러(현재 가치로 $2022년 기준 $10,801,000에 해당)의 벤처 캐피털 자금을 제공했고, 빈센트 애스터는 1937년부터 1959년 사망할 때까지 이사회 의장이자 주요 주주가 되었다.
1937년, 맬컴 뮤어 (출판인)가 사장 겸 편집장을 맡았다. 그는 잡지 이름을 뉴스위크로 변경하고, 해설 기사를 강조하며, 서명 칼럼을 도입하고, 국제판을 발행했다.

### 포스트 소유 시대 (1961–2010)
이 잡지는 1961년 워싱턴 포스트 컴퍼니에 인수되었다. 오스본 엘리엇은 1961년 뉴스위크 편집자로 임명되었고 1969년에는 편집장이 되었다.

1976년 3월 1일자 SLA 대원 빌과 에밀리 해리스에 대한 기사

1970년, 엘리너 홈스 노턴은 뉴스위크의 여성 직원 60명을 대리하여 뉴스위크가 남자 기자만 허용하는 정책을 가지고 있다고 미국 평등고용 기회위원회에 소송을 제기했다. 이 여성들은 미국 시민 자유 연맹(ACLU)의 지원을 받아 소송에서 승리했고 뉴스위크는 여성도 기자로 허용하기로 합의했다. 소송이 제기된 날, 뉴스위크의 표지 기사는 페미니스트 운동을 다룬 "Women in Revolt"였다. 이 기사는 잡지에 여성 기자가 없었기 때문에 프리랜서로 고용된 여성이 썼다.
에드워드 코스너는 1974년 리처드 닉슨 대통령의 사임을 이끈 워터게이트 사건에 대한 광범위한 잡지 보도를 지휘한 후 1975년부터 1979년까지 편집장을 맡았다. 리처드 밀스 스미스는 1998년 회장이 되었다. 또한 1998년에 잡지는 "미국 최고의 고등학교" 목록을 시작했다. 이 목록은 챌린지 인덱스를 기반으로 공립 중등교육 학교를 순위 매겼는데, 챌린지 인덱스는 학생들이 얻은 점수나 졸업 난이도와 관계없이 학생들이 치른 AP 또는 IB 시험 수를 해당 연도 졸업 학생 수로 나눈 비율을 측정한다. 평균 SAT 점수가 1300점 이상이거나 평균 ACT 점수가 27점 이상인 학교는 이 목록에서 제외된다. 이들은 대신 "공립 엘리트" 고등학교로 분류된다. 2008년에는 17개의 공립 엘리트 학교가 있었다.
스미스는 2007년 12월 이사회 의장직을 사임했다.

#### 구조조정 및 새 소유주 (2008–2010)
2008년부터 2009년 동안 뉴스위크는 급격한 사업 구조조정을 단행했다. 주간지 발행물에서 고유한 뉴스를 제공하기 위해 온라인 뉴스 출처와의 경쟁이 어렵다는 점을 들어, 잡지는 2009년 5월 24일자 발행호부터 내용의 초점을 의견과 논평으로 재조정했다. 구독자 수는 2008년 초 310만 명에서 260만 명으로 줄었고, 2009년 7월에는 190만 명, 그리고 2010년 1월에는 150만 명으로—1년 만에 50% 감소했다. 2006년부터 2010년까지 편집장을 맡았던 존 미첨은 광고주를 위한 더 부유한 구독자 기반을 찾기 위해 구독 갱신을 만류하고 구독료를 거의 두 배로 인상하는 "직관에 반하는" 전략을 썼다고 설명했다. 이 기간 동안 잡지는 또한 직원을 해고했다. 광고 수익은 전년 대비 거의 50% 감소했지만, 비용 또한 줄어들어 출판사들은 뉴스위크가 수익성을 회복하기를 기대했다.
워싱턴 포스트 컴퍼니가 보고한 2009년 재무 결과에 따르면 뉴스위크의 광고 수익은 2009년에 37% 감소했으며, 잡지 부문은 2009년에 US$29.3 만 달러(현재 가치로 $35.34 만 달러)의 영업 손실을 기록했으며, 2008년에는 US$16 만 달러(현재 가치로 $19.23 만 달러)의 손실을 기록했다. 2010년 1분기 동안 잡지는 거의 US$11 만 달러(현재 가치로 $13.05 만 달러)의 손실을 입었다.
2010년 5월까지 뉴스위크는 지난 2년간 손실을 보고 있었고 매물로 나왔다. 이 매각은 국제적인 입찰자들을 끌어들였다. 한 입찰자는 시리아 출판사 하이칼 미디어의 CEO인 시리아 기업가 압둘 살람 하이칼로, 그의 회사와 함께 중동 투자자 연합을 결성했다. 하이칼은 나중에 그의 입찰이 뉴스위크의 은행가인 앨런 앤드 컴퍼니에 의해 무시당했다고 주장했다.
이 잡지는 2010년 8월 2일, 음향 개척자 시드니 하먼에게 뉴스위크의 재정적 부채를 인수하는 대가로 US$1에 매각되었다. 하먼의 입찰은 세 명의 경쟁자를 제치고 수락되었다. 존 미첨은 매각 완료 후 잡지를 떠났다. 시드니 하먼은 당시 캘리포니아 출신 국회의원이었던 제인 하먼의 남편이었다.

### 더 데일리 비스트와의 합병 (2010–2013)
2010년 말, 뉴스위크는 각 소유주 간의 광범위한 협상 끝에 온라인 출판물인 더 데일리 비스트와 합병했다. 더 데일리 비스트의 편집장인 티나 브라운은 두 출판물의 편집장이 되었다. 새로운 법인인 더 뉴스위크 데일리 비스트 컴퍼니는 IAC/인터액티브콥이 50%, 하먼이 50%를 소유했다.

#### 재설계 (2011)
뉴스위크는 2011년 3월에 재설계되었다. 새로운 뉴스위크는 "Perspectives" 섹션을 잡지 전면에 배치하여 지난주 더 데일리 비스트가 보도한 뉴스의 요약 역할을 하게 했다. 칼럼니스트, 편집자 및 특별 게스트를 위해 잡지 앞부분에 더 많은 공간이 할애되었다. 새로운 "뉴스 갤러리" 섹션에는 그 주의 사진이 두 페이지에 걸쳐 실리고 각 사진에 짧은 기사가 첨부되었다. "뉴스비스트" 섹션에는 짧은 기사, 뉴스메이커와의 간략한 인터뷰, 그리고 더 데일리 비스트 스타일의 빠른 읽기를 위한 여러 그래프와 차트가 포함되었다. 뉴스위크의 핵심 코너인 "Conventional Wisdom"이 여기에 있었다. 브라운은 심층적이고 분석적인 특집 기사와 정치 및 국제 문제에 대한 독점 보도에 대한 뉴스위크의 초점을 유지했으며, 더 길어진 패션 및 팝 문화 특집 기사에 대한 새로운 초점을 두었다. "Omnivore"라는 더 큰 문화 섹션에는 예술, 음악, 서적, 영화, 연극, 음식, 여행, 텔레비전이 포함되었으며, 주간 "Books" 및 "Want" 섹션도 있었다. 마지막 페이지는 유명 게스트 칼럼니스트가 자신이 저지른 실수가 자신을 형성하는 데 어떻게 도움이 되었는지에 대한 "My Favorite Mistake" 칼럼을 위해 예약되었다.

#### 인쇄판 발행 중단 (2012)
2012년 7월 25일, 뉴스위크를 운영하는 회사는 손실을 메우기 위해 디지털 출판으로 전환할 가능성이 높으며 내년까지 다른 변화를 겪을 수 있다고 밝혔다. 복합 기업 IAC/인터액티브콥의 회장인 배리 딜러는 뉴스위크/데일리 비스트 사업 파트너가 철수했기 때문에 회사가 여러 옵션을 검토하고 있다고 말했다.
2012년 말, 이 회사는 광고 및 구독 수익 감소와 인쇄 생산 및 유통 비용 증가로 인해 종이 주간지 유지가 점점 어려워짐을 이유로 80년 동안 발행해 온 미국 인쇄판을 중단했다. 온라인판은 뉴스위크 글로벌로 이름이 변경되었다.

### IBT 미디어로의 분사, 인쇄판 복귀 (2013–2018)
2013년 4월, IAC 회장 겸 창립자인 배리 딜러는 밀켄 글로벌 콘퍼런스에서 자신의 회사가 잡지로 인해 돈을 잃었기 때문에 뉴스위크를 "사지 말았어야 했다"고 말하며 그 인수를 "실수"이자 "물색없는 일"이라고 불렀다.
2013년 8월 3일, IBT 미디어는 공개되지 않은 조건으로 IAC로부터 뉴스위크를 인수했다. 이 인수에는 뉴스위크 브랜드와 온라인 출판물이 포함되었지만 더 데일리 비스트는 포함되지 않았다. 2014년 3월 7일, IBT 미디어는 뉴스위크의 인쇄판을 재출시했다. 비트코인의 창시자로 알려진 인물에 대한 표지 기사는 실질적인 증거가 부족하다는 비판을 받았다. 잡지는 해당 기사를 옹호했다.
IBT 미디어는 2014년 10월 8일 이 출판물이 수익성을 회복했다고 발표했다. 2017년 2월, IBT 미디어는 당시 뉴스위크 인터내셔널 편집장이던 맷 맥알레스터를 뉴스위크의 글로벌 편집장으로 임명했다.
2018년 1월, 뉴스위크 사무실은 공동 소유주이자 설립자인 에티엔 우작에 대한 수사의 일환으로 맨해튼 지방검찰청의 급습을 받았다. 콜럼비아 저널리즘 리뷰는 이 조사가 "회사가 컴퓨터 장비 구매를 위해 빌린 대출에 초점을 맞췄다"고 지적했으며, 여러 뉴스위크 기자들이 이 문제에 대해 보도한 후 해고되었다. 우작은 2020년에 사기 및 돈세탁 혐의에 대해 유죄를 인정했다.

### 뉴스위크 퍼블리싱 LLC (2018년–현재)
2018년 9월, 같은 해 3월에 도입된 전략적 구조 변화를 완료한 후, IBT 미디어는 뉴스위크를 데브 프래가드와 IBT 미디어의 조나단 데이비스가 공동 소유하는 뉴스위크 퍼블리싱 LLC라는 별도의 법인으로 분사했다.
2020년, 뉴스위크 웹사이트는 월별 순 방문자 수가 1억 명에 달했는데, 이는 2017년 초의 700만 명에서 증가한 수치이다. 2021년에는 2019년 5월 약 3천만 명에서 2022년 5월 4천8백만 명으로 트래픽이 증가했다고 컴스코어가 밝혔다. 뉴스위크의 "재탄생"은 하버드 경영대학원의 연구 주제가 되었다.
2023년 9월, 뉴스위크는 생성형 인공지능을 운영에 활용할 것이라고 발표했다. AI 정책은 언론인이 전 과정에 참여하는 한 "글쓰기, 연구, 편집 및 기타 핵심 저널리즘 기능"에 생성형 AI를 사용할 수 있다고 명시하고 있다. 2024년에는 AI 비디오 제작 도구를 출시하고 AI 중심 속보 팀을 고용하기 시작했다.
2024년 뉴스위크는 9천만 달러의 수익과 20%의 이윤을 보고했는데, 이는 CEO이자 공동 소유주인 데브 프래가드 하에 상당한 상업적 전환을 이루며 브랜드의 순자산을 증가시켰음을 의미한다. 수익은 회사가 10% 손실을 기록했던 당시의 2천만 달러에서 4배 이상 증가했다. 수익성은 2019년부터 EBITDA 기준으로 꾸준히 유지되었으며, 2022년부터는 20%를 초과하는 마진을 기록했다. 회사는 이러한 성공을 견고한 온라인 광고 사업 덕분으로 돌리고 있는데, 이는 2024년 수익의 63%를 차지했으며 (이 중 80%는 프로그래매틱 채널에서, 20%는 직접 판매에서 발생했다). 프래가드는 뉴스 산업 전반의 독자 감소 추세와 달리, 청중 선호도에 초점을 맞춘 데이터 중심 편집 전략 덕분에 성장을 이룰 수 있었다고 설명했다.
2025년 뉴스위크는 컴스코어에 따르면 미국 독자 수가 전년 대비 45% 증가했다고 보도했다. 이 출판물은 시밀러웹의 2024년 연례 디지털 100 보고서에서 미국 전체 성장률 2위를 차지했다. 수익 다각화를 위해 뉴스위크는 B2B 광고로 확장하고 이벤트 부서를 신설했다. 또한 지난 2년간 가장 빠르게 성장한 부문인 랭킹 부서를 구축했으며, 이는 브랜드 라이선싱을 통해 수익을 창출하고 2024년 총 수익의 13%를 차지했다. 콘텐츠 신디케이션은 16%를 추가했다.
2025년 6월, 뉴스위크는 헬스케어 마케팅 전문 애드테크 기업 애드프라임을 인수하여 헬스케어 부문 확장 계획의 일환으로 회사 순자산을 증가시켰다. 이 인수에는 뉴스위크의 헬스케어 콘텐츠 전반에 걸친 타겟 광고를 지원하기 위한 수요측 플랫폼과 데이터 서비스가 포함되었다. 이러한 움직임은 애드테크에서 벗어나려는 광범위한 업계 동향과 대조되었으며, 뉴스위크의 건강 분야를 통한 B2B 수익 증대 전략과 일치했다.

## 발행 부수 및 지사
2003년 전 세계 발행 부수는 400만 부 이상이었으며, 이 중 270만 부는 미국 내에서 발행되었다. 2010년에는 150만 부로 감소했으며 (가판대 판매량은 주당 4만 부를 약간 넘는 수준으로 감소했다). 뉴스위크는 일본어, 한국어, 폴란드어, 루마니아어, 스페인어, 리오플라텐세 스페인어, 아랍어, 튀르키예어, 세르비아어 에디션과 영어판인 뉴스위크 인터내셔널을 발행한다. 2004년부터 발행된 러시아 뉴스위크는 2010년 10월에 폐간되었다. 더 불레틴(2008년까지 발행된 오스트레일리아 주간지)은 뉴스위크의 국제 뉴스 섹션을 포함했다.
뉴욕에 본사를 둔 이 잡지는 2011년에 22개의 지국을 보유하고 있다고 주장했는데, 이 중 9개는 미국 내에 있었다: 뉴욕, 로스앤젤레스, 시카고/디트로이트, 댈러스, 마이애미, 워싱턴 D.C., 보스턴, 샌프란시스코. 그리고 해외에는 런던, 파리 (프랑스), 베를린, 모스크바, 예루살렘, 바그다드, 도쿄도, 홍콩, 베이징시, 남아시아, 케이프타운, 멕시코시티, 부에노스아이레스에 있었다.
뉴욕 포스트의 2015년 칼럼에 따르면, 인쇄 발행 재개 후 뉴스위크는 한 달에 약 10만 부를 판매했으며, 당시 직원은 2013년 최저치인 "30명 미만"에서 "약 60명의 편집 직원"으로 늘었으나, 다음 해에는 "거의 100명"으로 늘릴 계획이었다.

## 논란

### 성 차별 논란
1970년, 엘리너 홈스 노턴은 뉴스위크 여성 직원 60명을 대리하여 뉴스위크가 남성에게만 기자가 될 수 있도록 허용하는 정책을 가지고 있다고 미국 평등고용 기회위원회에 소송을 제기했다. 여성들은 승소했고, 뉴스위크는 여성도 기자가 될 수 있도록 허용하기로 합의했다. 소송이 제기된 날, 뉴스위크의 표지 기사는 페미니스트 운동을 다룬 "Women in Revolt"였다. 이 기사는 외국 특파원으로 파리에서 5년 동안 일했던 엘리자베스 피어와 같은 여성 작가가 잡지에 없다고 생각하여 프리랜서 헬렌 두다르가 썼다.
1986년 6월 2일, 뉴스위크는 "결혼 위기(The Marriage Crunch)"라는 제목의 표지 기사를 게재했는데, 이 기사에서는 "40세까지 결혼하지 않은 여성은 남편을 찾는 것보다 테러리스트에게 살해당할 가능성이 더 높다"고 주장했다. 뉴스위크는 결국 해당 기사에 대해 사과했고, 2010년에는 1986년에 40세였고 독신이었던 여성 3명 중 2명이 결혼했음을 발견한 연구를 시작했다. 이 기사는 미국 내 전문직 및 고학력 여성들 사이에서 "불안의 물결"과 "회의감"을 불러일으켰다. 이 기사는 톰 행크스와 멕 라이언이 출연한 1993년 영화 시애틀의 잠 못 이루는 밤에서 여러 번 언급되었다. 이 기사와 아시아에서 미혼 여성에 대한 사회적 낙인인 성누와 관련된 현재 증가하는 문제들 사이에 비교가 이루어졌다.
2009년 11월 23일, 전 알래스카 주지사이자 2008년 공화당 부통령 후보였던 세라 페일린이 뉴스위크 표지에 실렸는데, "사라와 같은 문제를 어떻게 해결할까?"라는 문구와 운동복 차림으로 포즈를 취한 페일린의 사진이 함께 실렸다. 페일린 자신과 다른 평론가들은 뉴스위크가 페일린의 책 고잉 로그: 언 아메리칸 라이프를 다룬 호의 표지 선택에 대해 성 차별적이라고 비난했다. 로스앤젤레스 타임스의 리사 리처드슨은 "이것은 지독히 성 차별적이다"라고 썼다. 허프포스트의 테일러 마시는 "전통적인 미디어 매체에서 정치적 인물 암살을 목표로 한 가장 최악의 그림 성 차별 사례"라고 불렀다. CBN 뉴스의 데이비드 브로디는 "이 표지는 여성 정치인에게 모욕적이어야 한다"고 말했다. 이 표지에는 2009년 8월 러너스 월드에 실린 페일린의 사진이 포함되어 있다. 사진작가는 러너스 월드와 계약을 위반했을 가능성이 있는데, 러너스 월드가 2010년 8월까지 사진에 대한 특정 권리를 유지했기 때문이다. 그러나 이 사진의 특정 사용이 금지되었는지 여부는 불확실하다.
2011년 8월, 미네소타 공화당 하원의원이자 대통령 후보였던 미셸 바크먼은 뉴스위크 표지에 실렸는데, "분노의 여왕(the Queen of Rage)"이라는 문구와 함께 실렸다. 그녀의 사진은 "미친 것 같다"고 일부 사람들이 말할 정도로 눈을 크게 뜬 모습으로 좋지 않게 비춰졌다. 보수 평론가 미셸 말킨은 이 묘사를 "성 차별적"이라고 불렀고, 세라 페일린은 이 출판물을 비난했다. 뉴스위크는 바크먼의 다른 사진들도 비슷한 강렬함을 보여주었다며 표지 묘사를 옹호했다.
2024년 6월, 뉴스위크는 "테일러 스위프트는 좋은 역할 모델이 아니다"라는 제목의 칼럼을 게재했는데, 이 글은 미국 싱어송라이터 테일러 스위프트가 미혼이고 자녀가 없으며 여러 관계를 맺어왔기 때문에 어린 소녀들에게 나쁜 역할 모델이라고 주장했다. 이 기사는 성 차별적이라는 비난을 받았으며, 테니스 선수 마르티나 나브라틸로바도 비난에 동참했다.

### 사실 오류
대부분의 대형 미국 잡지와 달리 뉴스위크는 1996년 이후로 사실 확인사를 두지 않았다. 1997년, 이 잡지는 츠비바크 토스트와 생당근 조각을 5개월 된 영아도 안전하게 먹을 수 있다고 조언하는 "Your Child"라는 특별호 수십만 부를 회수해야 했다 (반대로, 둘 다 어린 아이들에게는 질식 위험이 있다). 이 오류는 두 가지 기사를 동시에 작업하던 카피 에디터의 실수로 밝혀졌다.
2017년, 뉴스위크는 폴란드 영부인이 도널드 트럼프 미국 대통령과 악수하기를 거부했다고 주장하는 기사를 게재했다. 사실 확인 웹사이트인 스놉스는 이 주장을 "거짓"이라고 설명했다. 뉴스위크는 기사를 수정했다.
2018년, 뉴스위크는 당시 도널드 트럼프 대통령이 교실을 방문했을 때 미국 국기를 잘못 색칠했다고 보도했으나, 스놉스는 해당 사진 증거를 확인할 수 없었다.
2018년 8월, 뉴스위크는 스웨덴 민주당이라는 극우 정당이 2018년 스웨덴 의회 선거에서 과반수를 차지할 수 있다고 잘못 보도했다. 여론조사 결과 해당 정당은 과반수 득표와는 거리가 멀었다. 2018년 9월에도 뉴스위크 기사는 여전히 게시되어 있었다.
2022년 11월, 이란에서 마흐사 아미니 시위가 진행되는 동안 뉴스위크는 이란이 15,000명 이상의 시위자들을 처형하도록 명령했다고 잘못 보도했다. 이 주장은 여배우 트루디 스타일러, 소피 터너 (배우), 비올라 데이비스와 쥐스탱 트뤼도 캐나다 총리 등 소셜 미디어에서 널리 공유되었다. 실제 숫자는 유엔 유엔 인권 이사회 인권 보고관과 다른 인권 단체들이 이란에서 시위와 관련하여 구금된 사람들의 수를 추정한 것이며, 뉴스위크는 나중에 사람들이 사형에 직면했다는 추론을 이끈 근본적인 주장을 철회했다.
2023년 10월, 뉴스위크는 토미 튜버빌 미국 상원 의원이 비행기에서 내리다가 계단에서 넘어진 바이럴 영상이 그 달에 촬영되었다고 잘못 보도했다. 뉴스위크의 보도는 튜버빌이 당시 조 바이든 대통령이 계단에서 넘어지는 것을 비판했던 것과 비교되었다. 실제로는 뉴스위크가 강조한 영상은 9년 전인 2014년, 튜버빌이 상원 의원직을 맡기 전에 촬영된 것이었다.

### 2018년 수사 및 해고
2018년 1월 18일, 맨해튼 지방검찰청은 로어맨해튼에 있는 뉴스위크 본사를 급습하여 회사 재정과 관련된 수사의 일환으로 18대의 컴퓨터 서버를 압수했다. 당시 뉴스위크의 소유주였던 IBT는 한국인 목사이자 "커뮤니티"라고 불리는 기독교 종파의 지도자인 데이비드 장과의 관계 때문에 조사를 받고 있었다. 2018년 2월, 여러 뉴스위크 직원이 해고되었고 일부는 경영진이 수사 관련 기사에 개입하려 했다고 밝히며 사임했다.

### 기타
2001년 11월 29일, 뉴스위크 칼럼니스트이자 뉴스위크 인터내셔널 편집장인 파리드 자카리아는 9·11 테러 이후 아프가니스탄과 중동 문제에 대처하기 위한 전략을 제시한 보고서를 당시 조지 W. 부시 대통령과 내각에 제출하기 위해 정책 입안자, 중동 전문가, 영향력 있는 정책 연구 기관 회원 12명과 비밀 회의에 참석했다. 이 회의는 당시 폴 월포위츠 국방부 차관의 요청으로 열렸다. 로버트 D. 카플란과 같은 언론인이 이러한 전략 회의에 이례적으로 참석한 사실은 밥 우드워드의 2006년 저서 스테이트 오브 디나이얼에 의해 밝혀졌다. 우드워드는 자신의 책에서 카플란에 따르면 회의 참석자 전원이 회의 내용을 발설하지 않겠다는 비밀유지 협약에 서명했다고 보도했다. 자카리아는 뉴욕 타임스에 몇 시간 동안 회의에 참석했지만, 대통령을 위한 보고서가 작성될 것이라는 말을 들은 기억은 없다고 말했다. 2006년 10월 21일, 확인 후 타임스는 다음과 같은 정정 기사를 게재했다:
10월 9일 비즈니스 데이의 기사에서 2001년 11월 당시 국방부 차관이었던 폴 D. 월포위츠가 소집한 비밀 회의에 참석했던 언론인들에 대해 다루면서, 뉴스위크 인터내셔널의 편집장이자 뉴스위크 칼럼니스트인 파리드 자카리아의 참여에 대한 언급이 잘못되었습니다. 자카리아는 회의가 부시 행정부를 위한 보고서를 작성할 것이라는 말을 듣지 못했고, 그의 이름은 보고서에 실리지도 않았습니다.
2015년 1월 15일자 표지 기사 "실리콘 밸리가 여성을 어떻게 생각하는가"는 "빨간색 굽이 있는 얼굴 없는 여성의 드레스가 커서 화살표에 의해 들려지는 만화"라는 그림과 "기술 산업의 소름 끼치고 성 차별적인 문화에 대한 5,000단어 기사"라는 내용 때문에 논란을 일으켰다. 이 표지에 불쾌감을 느낀 사람들 중에는 투데이 공동 진행자 탐론 홀도 있었는데, 그는 "역겹고 정말 비열하다고 생각한다"고 말했다. 뉴스위크 편집장 제임스 임포코는 "우리는 실리콘 밸리에 대해 이 이야기가 말하는 바를 잘 나타낸다고 생각하는 이미지를 고안했습니다... 사람들이 화를 낸다면, 화를 내야 합니다"라고 설명했다. 기사 저자인 니나 벌리는 "하이디 로이젠과 같은 여성들이 거래를 논의하는 동안 벤처 자본가가 테이블 밑에서 자신의 손을 바지 안으로 집어넣는 것에 대한 이야기를 발표했을 때, 불쾌감을 느낀 이 모든 사람들은 어디에 있었을까요?"라고 질문했다.
1998년 1월, 뉴스위크 기자 마이클 이시코프는 당시 빌 클린턴 미국 대통령과 모니카 르윈스키의 성적 관계 의혹을 처음으로 조사한 기자였으나, 편집자들이 그 기사를 삭제했다. 이 기사는 곧 드러지 리포트에서 온라인으로 공개되었다.
2008년 미국 대통령 선거에서 존 매케인 캠페인은 2008년 5월 표지 기사를 비판하는 장문의 독자 편지를 보냈다.
뉴스위크 기자들은 2013년 소유주 변경 이후 보도의 편집 품질에 대한 비판을 표명했다. 2018년, 전 뉴스위크 기자 조나단 알터는 디 애틀랜틱에 기고한 글에서 2013년 인터내셔널 비즈니스 타임즈에 매각된 이후 이 잡지가 "황금기 동안 그곳에서 일했던 사람들에게는 고통스러운 치욕이 되기 전까지 일부 강력한 저널리즘과 많은 클릭베이트를 만들어냈다"고 썼다. 전 뉴스위크 작가 매튜 쿠퍼는 뉴스위크가 2018년에 여러 건의 부정확한 기사를 게재한 것을 비판했다.
2019년 12월, 기자 타레크 하다드는 화학 무기 금지 기구의 2018년 두마 화학 공격 보고서와 관련된 위키리크스가 공개한 문서에 대한 자신의 기사를 뉴스위크가 게재하기를 거부하자 사임했다고 밝혔다. 하다드는 자신의 정보가 화학 공격 이후 보복을 가했던 미국 정부에게 불편한 것이었다고 말했다. 뉴스위크 대변인은 하다드가 "객관적인 보도 아이디어 대신 음모론을 제시했다. 뉴스위크 편집자들은 그 제안을 거부했다"고 답했다.
2020년 8월, 채프먼 대학교 교수 존 C. 이스트먼은 뉴스위크에 카멀라 해리스의 부모가 그녀가 태어날 당시 미국 시민이었는지 또는 합법적인 영주권자였는지, 아니면 임시 방문객이었는지를 묻는 기고문을 썼다. 그는 만약 그들이 임시 방문객이었다면, "미국 수정 헌법 제14조가 원래 이해된 바에 따르면", 그녀는 미국 시민으로 간주되지 않을 것이며 당시 상원의원 직책에 적격하지 않을 것이라고 주장했다. 이 기고문은 카멀라 해리스를 둘러싼 '버서리즘' 음모론의 확산을 초래했다. 뉴스위크는 나중에 이 기고문에 대해 사과하며, "이 글이 해석되고 왜곡되고 무기화될 방식을 전혀 예상하지 못했다"며, 그들의 게재는 "미국에서 '천부적 시민'이 누구인지에 대한 소수 법적 주장을 탐구하기 위한 것이었다"고 밝혔다.
2021년 12월, 코미디언 존 스튜어트 (희극인)는 뉴스위크가 자신이 해리 포터 작가 J. K. 롤링을 반유대주의자로 비난했다고 보도하자, "클릭베이트는 방화"라는 제목의 팟캐스트에서 뉴스위크를 비판하며 "그들의 비즈니스 모델은... 방화"라고 선언했다.
2022년 9월, 리코더는 루마니아에서 정치권의 언론 자금 조달에 대한 조사를 발표했다. 이 조사에서 리코더는 뉴스위크 루마니아가 정부에 대한 긍정적인 기사를 게시하는 대가로 월 8,000유로(PSD에서 3,000유로, 국민자유당에서 5,000유로)를 받았다고 비난했다. 이 조사가 발표된 후 뉴스위크 루마니아는 리코더의 소유주가 전 공산주의 대사의 아들이자 전 KGB 장군의 조카라는 내용의 조사를 발표했다. 이에 대해 리코더의 기자들은 뉴스위크 루마니아가 자신들을 폄하했다고 비난했다.
2022년 11월, 남부빈곤법률센터는 뉴스위크가 보수 정치 운동가 조시 해머를 편집장으로 고용한 이후 "극단주의자들을 지원하고 권위주의 지도자들을 홍보하면서 뚜렷한 극우적 경향을 띠게 되었다"고 보도했다. 이들은 이 잡지가 음모론자들을 옹호하고, 코로나바이러스감염증-19에 대한 음모론을 게재하며, 미국으로의 모든 합법적 이민 금지 및 성인에게 성전환 의료 서비스 접근 금지와 같은 견해를 표명하고, 해머의 의견 섹션과 팟캐스트에 게시된 콘텐츠의 잠재적 이해충돌을 공개하지 않았다고 지적했다.

## 기여자 및 직원
주목할 만한 기여자 또는 직원은 다음과 같다:
- 섀나 알렉산더[105]
- 조나단 알터
- 데이비드 앤슨
- 피트 악스텔름
- 마지아르 바하리
- 폴 베갈라
- 아널드 베이치먼
- 피터 바인하트
- 피터 벤츨리
- 레스터 번스틴
- 벤 브래들리
- 딕 브라운
- 윌리엄 브로일스 주니어
- 할 브루노
- 아르노 드 보르흐그라브
- 엘리너 클리프트
- 낸시 쿠퍼
- 케네스 G. 크로포드
- 빌 다운스
- 조슈아 두보이스
- 커트 아이헨발트
- 오스본 엘리엇
- 니얼 퍼거슨
- 하워드 파인먼
- 니키 핀케
- 칼 플레밍
- 로렌스 프리드
- 밀턴 프리드먼
- 데이비드 프룸
- 프리먼 풀브라이트
- 로빈 기브한[106]
- 미셸 골드버그
- 멕 그린필드
- 조시 해머
- 헨리 해즐릿
- 와일더 홉슨
- 로버트 커닝햄 험프리스
- 마이클 이시코프
- 로저 칸
- 잭 크롤
- 하워드 커츠
- 파이살 커티
- 엘리 레이크
- 존 레이크 (저널리스트)
- 찰스 레인 (저널리스트)[107]
- 존 라드너 (스포츠 작가)
- 로버트 K. 매시[108]
- 존 미첨
- 엘리자베스 피어
- 잭 포소비엑[104][109]
- 린 포비치
- 데브 프래가드
- 애나 퀸들렌
- 칼 로브
- 폴 새뮤얼슨[110]
- 딕 샤프
- 앨런 슬론
- 앤드루 설리번
- 랄프 드 톨레다노[111][112]
- 마이클 토마스키
- 피터 턴리
- 바티야 웅가르-사르곤
- 마거릿 워너[113]
- 마크 휘태커 (CNN)
- 아릭 위어슨
- 조지 윌
- 일라이자 울프슨
- 파리드 자카리아

워싱턴 포스트 컴퍼니 소유 아래 사장, 회장 또는 발행인 직책을 맡았던 인물은 다음과 같다:
- 깁슨 매케이브
- 로버트 D. 캠벨
- 피터 A. 데로우
- 데이비드 오친클로스
- 앨런 스푼
- 리처드 밀스 스미스

## 출판물
뉴스위크는 매년 전 세계 최고의 병원 순위인 '세계 최고의 병원'을 발행하며, 이는 의료 전문가의 의견, 환자 설문조사 결과 및 주요 의료 성과 지표를 기반으로 20개국의 최고 병원을 선정한다. 대상 국가는 미국, 캐나다, 독일, 프랑스, 영국, 이탈리아, 스페인, 스위스, 네덜란드, 스웨덴, 덴마크, 노르웨이, 핀란드, 이스라엘, 대한민국, 일본, 싱가포르, 인도, 태국, 호주, 아르헨티나, 브라질이다.

## 같이 보기
- 잡지 발행 부수 목록
- 뉴스위크 아르헨티나
- 뉴스위크 파키스탄
- 뉴스위크 동성애자 배우 논란
- 루스키 뉴스위크

## 한국판 개요
발행사는 중앙일보 시사 미디어(중앙일보의 시사·경제잡지부문 자회사, 중앙 미디어 네트워크의 일원)이며 창간일은 1991년 10월이다. 1991년부터 1999년까지 중앙일보에서 직접 발행했으나 1999년에 중앙일보의 자회사인 중앙일보미디어인터내셔널로 분리되었으며 2005년에 중앙일보시사미디어에 흡수되었다. 총발행면수는 84쪽이다. 자체제작 기사도 제작한다. 뉴스위크와의 계약으로 한국내에서 뉴스위크 번역 기사와 자체 기사를 제작하고 매주 월요일에 발행한다.
현재의 제호 디자인은 2009년 6월 10일자(표지의 그림속의 인물은 라훌 간디)부터 바뀌었다. 초대 발행인은 김동익이며 현재 발행인 겸 편집인은 이상언이다. 편집장은 서정현이다.

### 뉴스위크(한글판)의 유명한 기사
이 기사의 내용과 제호, 날짜는 한국판을 따랐다.
2002년에 최규선 게이트를 폭로한 기사가 실렸다. 당시 편집장은 임도경이었는데 그는 20회 관훈언론상,자랑스런 이화언론인 상,최은희여기자상을 받은 적이 있었다. 그러나 임 전 편집장은 최규선의 관련자료를 최 씨의 사무실에서 훔친 사실이 드러나 임도경 전 편집장은 2006년에 대법원에서 징역1년 집행유예 2년이 확정되었다(당시 주심은 김용담 전 법원행정처장이었다).
2008년 3월 5일자(18권 9호,820호)에는 '한국의 사르코지'라는 제목으로 이명박 대통령이 취임하던 날에 촬영한 사진이 표지를 장식했다.그와 관련된 기사가 여럿 있었다.
2008년 12월 31일과 2009년 1월 7일자(19권 1호,862호)에서는 2009년을 이끌 글로벌 파워 엘리트50인을 선정했다.1위는 버락 오바마 미국 대통령,2위는 후진타오 중국 국가주석,12위에는 김정일 조선민주주의인민공화국 국방위원장이 선정되었다.
2009년 4월 15일자(19권 15호,876호)에는 '북한의 로켓 발사 누구를 겨누었나?'라는 기사가 있다.
2009년 4월 29일자(19권 17호,878호)에는 '꼬일대로 꼬인 대북 처방전'과 '미사일 초강수'김정일의 6가지 노림수가 실렸다.'꼬일대로 꼬인 대북 처방전'은 국민대학교 안드레이 란코프 교수가 기고한 글이다.
2009년 6월 3일자(19권 22호,883호)에는 김갑수 시인이 노무현 전 대통령의 서거를 애도하는 글을 실었다.
2009년 6월 10일자(19권 23호,884호)에는 '오바마,북핵 대화상대가 없다','핵실험 비용의 수수께끼','핵 초강수 김정일의 본심'이 실렸다.
2009년 7월 8일자(19권 27호,888호)에는 '영원으로 간 팝 황제'라는 이름으로 마이클 잭슨의 생애를 다룬 기사와 그와 함께 음반작업을 했던 퀸시 존스의 글을 기고했다.
2009년 7월 29일자(19권 30호,891호)에는 표지가 '김정일의 세 아들'로 채워졌으며(모두 어린 시절의 사진이다) 후계자가 누구인지 예상 시나리오를 취재했다.
2009년 8월 5일자(19권 31호,892호)의 표지는 풍선에 이런 글이 적혀있었다.'미국 경기침체는 끝났다'
이와 관련한 기사가 있다.그러자 버락 오바마 미국 대통령은 이를 반박하고 뉴스위크가 다음호(8월 12일/19일자,19권 32호,893호)에서 재반박을 하였다.
2009년 9월 2일자(19권 34호,895호)의 표지는 '세계인 김대중'이라는 이름으로 김대중 전 대통령이 표지를 장식했다.
2011년 11월 2일자로 발간 20년,지령 1000호를 맞이했다.

## 한국 내의 영문판
한국 내에서 보급되고 있는 영문판 《뉴스위크》는 영국에서 발행되고 있으며 내용은 미국 영문판과 동일하다. 한국 보급사는 뉴스위크 공인 대리점인 미스터클래이에서 하고 있다.